# Dispositivo asegurador-descensor

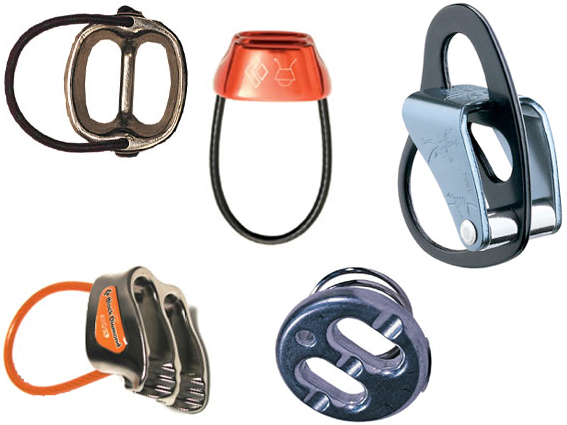
Variedad de dispositivos de aseguramiento.

Los dispositivos asegurador-descensor, o sistemas de freno, son piezas mecánicas del equipo de escalada utilizado para controlar una cuerda durante el aseguramiento. Se han diseñado para mejorar la seguridad de aseguramiento del escalador al permitir que el asegurador maneje sus tareas con un esfuerzo físico mínimo. Con el sistema de freno correcto, un pequeño y débil escalador puede detener fácilmente la caída de un compañero mucho más pesado. Los dispositivos de freno actúan como un "freno de fricción", de modo que cuando un escalador cae con la holgura en la cuerda, la caída es detenida.
Los dispositivos aseguradores suelen tener dos modos de operación: en el primer modo, la cuerda esta relativamente libre para dar/recoger cuerda por el asegurador. El segundo modo, el cual permite que el asegurador detenga el descenso de un escalador en caso de una caída, las funciones de forzar la cuerda (s) en curvas cerradas donde la cuerda se frota contra el sistema de freno y / o contra sí mismo. Este frotamiento reduce el movimiento de la cuerda, pero también genera calor. Algunos tipos de sistemas de freno pueden hacer la transición entre estos dos modos sin que el asegurador tome ninguna acción, otros requieren que el asegurador saquen y cambien de posición la cuerda en una dirección particular para detener una caída.
Los sistemas de freno por lo general se adhieren al arnés del asegurador a través de un mosquetón, y son hechos generalmente de aluminio o de una aleación del mismo. Algunos sistemas de freno también se pueden utilizar como descendedores para un descenso controlado en una cuerda, que es llamado rápel o rappeling.
Muchos sistemas de freno se pueden utilizar para controlar ya sea una cuerda, o dos cuerdas en paralelo. Hay muchas razones por qué la opción de dos cuerdas podría ser elegido por un escalador, incluyendo la consideración de reducir la resistencia de la cuerda.

## Tipos de sistema de freno

### Apertura
Este es un dispositivo que se alimenta a un seno (loop) de la cuerda a través de un orificio o abertura y luego se conecta a un mosquetón de seguridad en el arnés.

#### Placa Sticht

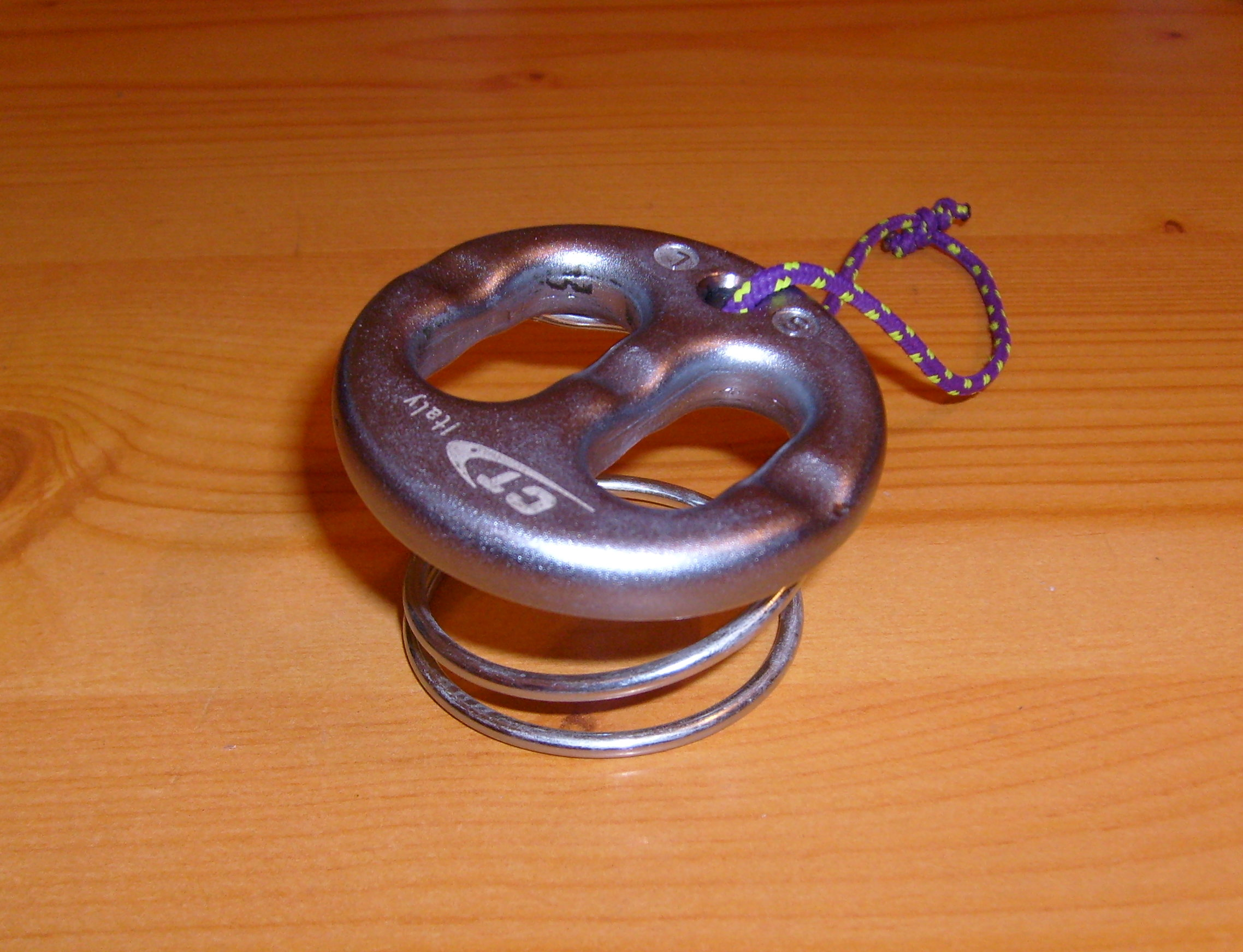
Placa Sticht.

La placa Sticht fue el primer freno de la cuerda mecánica, el nombre se debe a su diseñador, Fritz Sticht. Este consiste en una pequeña placa de metal con una ranura que permite pasar la cuerda a través de un mosquetón de seguridad y volver a salir. Este mosquetón de seguridad es atado al asegurador que es capaz de bloquear la cuerda a voluntad.
Algunas placas tienen dos ranuras para las cuerdas dobles. Las ranuras también pueden ser de diferentes tamaños para diferentes diámetros de cuerdas por ejemplo 9 mm y 11 mm. Un amplio resorte de alambre se puede unir a un lado para ayudar a mantener la placa lejos del mosquetón de freno para facilitar el paso de la cuerda. A menudo, tiene un agujero más pequeño para llevar un cordón para transportar el dispositivo. Las placas Sticht se forjan típicamente de aleación de aluminio en forma de disco redondo, aunque también se realizaron otras formas, tales como rectángulos redondeados.
Aunque cualquier placa de aseguramiento con una o dos ranuras a menudo se llama una placa Sticht, Fritz Sticht originalmente patentó el diseño con Hermann Huber para Salewa GmbH en 1970, que lo vendió como Salewa Sticht Bremse (Sticht Brake).
Las Placas Sticht se han vuelto menos populares desde que han aparecido diseños más modernos que proporcionan un control más suave sobre la cuerda y son menos propensos a las interferencias, especialmente cuando se dobla como un descensor.

#### Dispositivos tubulares

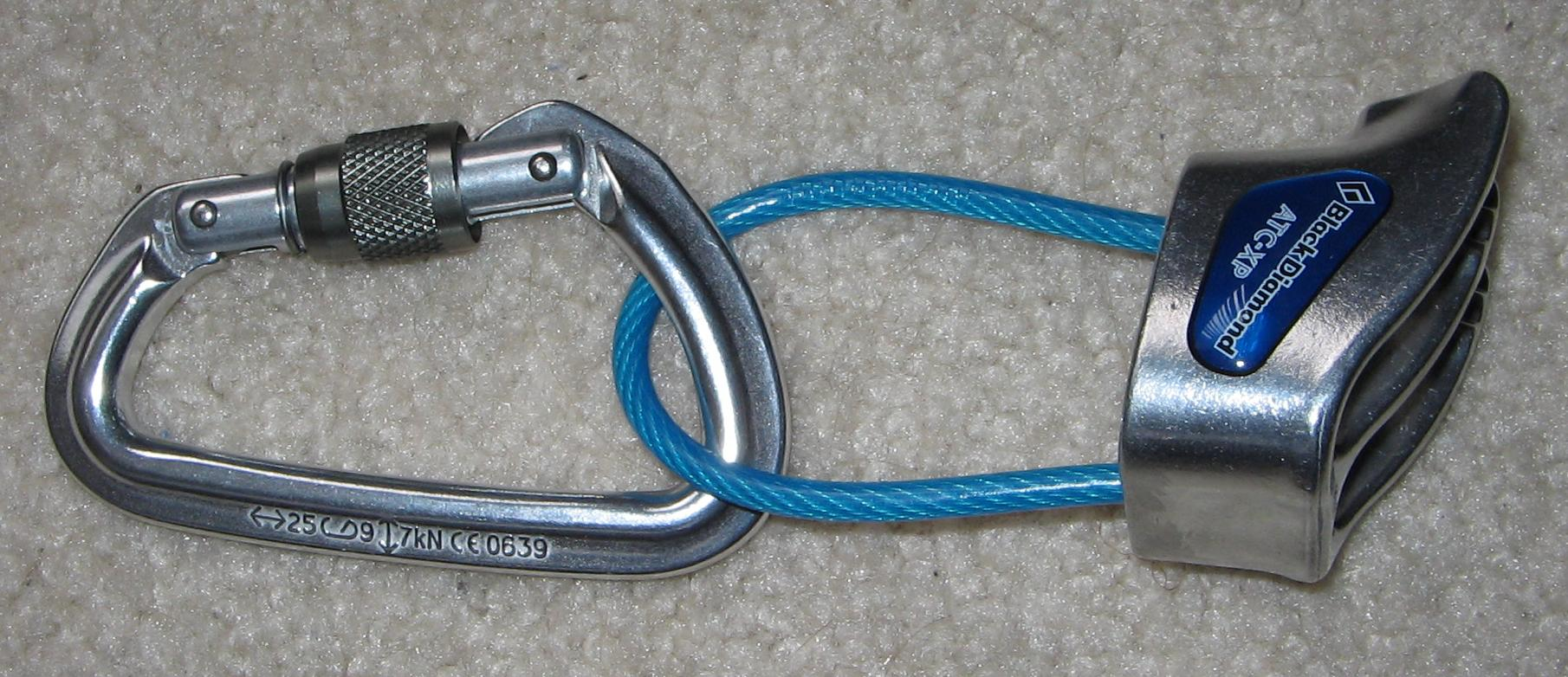
ATC-XP en un mosquetón de seguridad.

Este tipo de dispositivo tiene generalmente una forma tubular o rectangular. Es una evolución del concepto de la placa de Sticht mediante la creación de más área de superficie para disipar el calor y la capacidad de crear ángulos más agudos que crea un mayor grado de fricción que tiene una mayor potencia de frenado. Como resultado, este es generalmente el tipo más común de sistema de freno utilizado. Este tipo de dispositivo se conoce con varios nombres comerciales como: Black Diamond ATC (Air Traffic Controller), DMM Bug, Pirámide Trango.
Además de detener la caída de un escalador, estos dispositivos también se pueden utilizar para rapel.

#### Figura del ocho

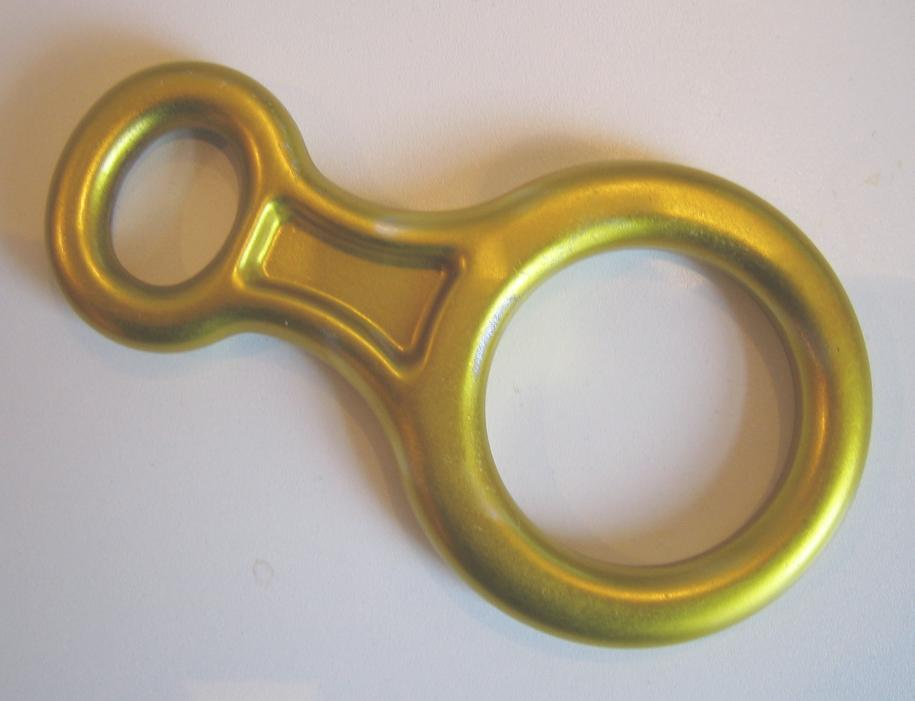
Descendedor figura del ocho.

A veces simplemente llamado "ocho", este dispositivo es más comúnmente utilizado como un descensor. Una figura de ocho se puede utilizar para el aseguramiento, y de hecho hay algunos que están diseñados específicamente para asegurar, sin embargo, no son muy populares en general debido a la tendencia de torcer la cuerda. También hay variaciones en este diseño como "cardiac arrester" del DMM, que hace lo mismo, pero tiene la forma de un corazón. Está diseñado para ayudar a detener el giro cuerda. La Figura de ocho, aunque no es el dispositivo de freno más común, todavía se encuentran con frecuencia en uso. Para la mayoría de usos, un sistema de freno estilo tubular es más fácil y seguro de usar.

### Frenado asistido
Conocido como frenado asistido o, incorrectamente como 'auto-bloqueo', en las condiciones adecuadas estos dispositivos, ya sea mecánica o estática, utiliza la carga en la cuerda para evitar que la línea de freno se extraiga a través del dispositivo. La utilización de tales sistemas de freno nunca debe ser llamados como auto-bloqueo, sino como de frenado asistido. Existen condiciones excepcionales en las funciones de frenado en estos dispositivos " que pueden no aplicarse correctamente, a pesar de las estadísticas de accidentes demuestran que estos incidentes son a menudo por error de usuario. Un pedazo de hielo, barro, muy viejo, demasiado delgada de una cuerda, o posiblemente otras condiciones, tales como insuficiente entrenamiento y experiencia, pueden afectar la función de frenado de un dispositivo.

#### Placa Guide
Se trata de una placa de metal con una ranura alargada de la ensenada que pasar y luego un mosquetón se adjunta para que cuando caiga escalador se produzca en el mosquetón un bloqueo del dispositivo.

#### Dispositivos tubulares (variante)
Un dispositivo similar al dispositivo de aseguramiento tradicional tubular que tiene dos bucles adicionales; normalmente situados en la parte frontal y la parte posterior del dispositivo. Cuando el dispositivo está conectado directamente a un punto de anclaje con el uso de un segundo mosquetón a través del más grande de los dos bucles, se realiza una función de parada similar al creado con la placa GUIDE. El dispositivo también es capaz de ser utilizado como un dispositivo tubular estándar cuando aseguramiento del arnés. Hay muchas versiones de este dispositivo que se encuentra disponible, aunque los más conocidos son el Reverso de Petzl y el Black Diamond ATC-Guide.

#### Gri-Gri

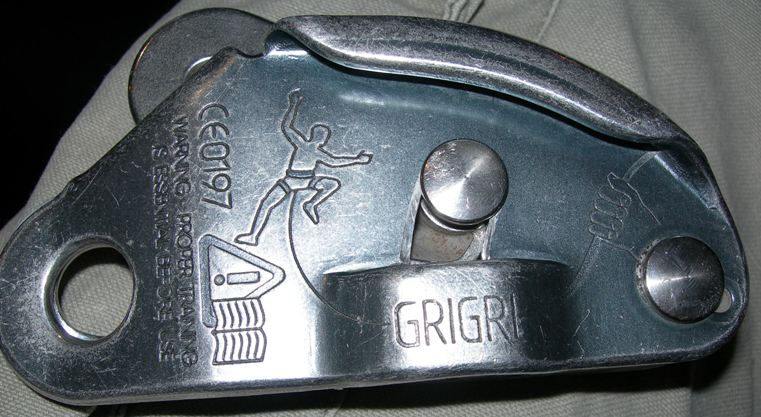
Petzl Grigri.

Estadísticamente, por volumen de ventas, el Gri Gri es el más popular sistema de frenado asistido. Un Gri-gri, cuando se utiliza correctamente, ayuda en el frenado de la cuerda con un dispositivo de leva que sujeta la cuerda en el caso de una caída. Debido al mecanismo de frenado, las técnicas modificadas de aseguramiento son ampliamente utilizados, aunque Petzl, el fabricante del dispositivo, ha aprobado sólo ciertas técnicas para instruir a los nuevos aseguradores. El Gri-gri realiza una frenada más dura que un dispositivo regular de aseguramiento, ya que permiten poco o ningún deslizamiento cuerda cuando se agarra la caída de un primero. Se trata de un diseño patentado por Petzl. Trango vende un sistema de frenado asistido similar llamado "Cinch" que trabaja en cuerdas 9,4-11 mm (el Gri-Gri trabaja con cuerdas 10 a 11 mm: el más nuevo "Gri-Gri 2", es más pequeño, y tiene una clasificación de 8,2 a 11 mm).

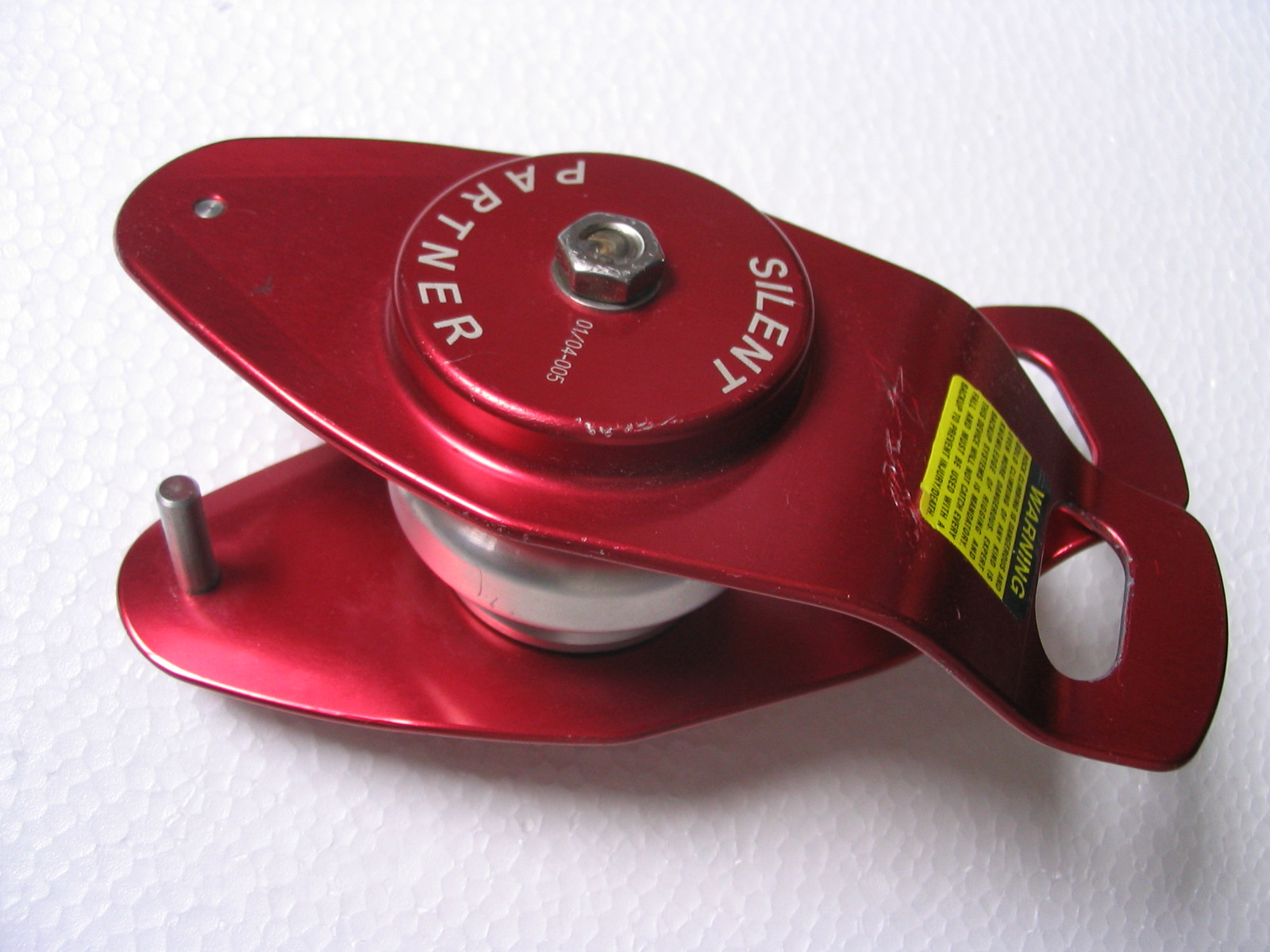
Dispositivo de auto-aseguramiento - "Silent Partner".

El uso de un Gri-gri para que asegurar un segundo en un anclaje tradicional es sin embargo menos favorable que otros sistemas de freno, ya que el Gri-gri da una frenada más estático con poco o ningún deslizamiento de la cuerda. Esto aumenta la cantidad de fuerza ejercida sobre el anclaje (reunión), que a su vez, aumenta la probabilidad de fallo de anclaje.

### Dispositivo de auto-aseguramiento
Los dispositivos de auto-aseguramiento están diseñados para permitir la escalada en solitario donde el escalador lleva el sistema de freno, o lo sujeta a un objeto fijo en el suelo. Estos dispositivos se bloquean automáticamente sin ninguna intervención cuando se coloca bajo carga suficiente (durante una caída), pero permiten que la cuerda se mueva relativamente libremente durante la escalada.
Consulta el artículo sobre elección de Asegurador-Descensor de RocJumper.
- Datos: Q637982
- Multimedia: Belay device / Q637982